# ズルい女
「ズルい女」（ズルいおんな）は、シャ乱Q7作目のシングル。1995年5月3日、BMGビクター（現：ソニー・ミュージックレーベルズ）から発売。

## 解説
前作「シングルベッド」から半年振りの新曲。はたけがクラリネットを演奏。カップリング2曲を収録。そのうちの一曲にはつんく♂が小学生のころにお遊戯会の出し物で踊った「黒田節」の収録を決定、モノラルで録音。
『第46回NHK紅白歌合戦』で歌われた際、たいせーが空中に吊るされたまま一回転。つんく曰く、「大儲けをしたきっかけはこの時から」とのこと。

## 発売後
2010年8月にオンエアされたダイハツ工業のキャンペーンCM『エコカー補助金「おわり」篇』で、つんく♂がCMのためだけに歌った「ズルい女」スローバラードバージョンが使用された。

## メディア出演
1994年10月から1995年3月まで帯番組として半年間放送されたコント番組「とぶくすりZ」最終週につんく・たいせーが登場、ギター弾き語りによる本曲をメディアで初披露の際、番組打ち切りが発表。その模様はとぶくすりDVDに収録。

## チャート成績
本作は145.0万枚（オリコン調べ）。シャ乱Q最大のヒット曲。オリコン初登場9位。2週後16位まで落ちるがベスト10に返り咲き、発売約2ヶ月後の7月10日付のオリコンで最高位2位を記録（1位は岡本真夜「TOMORROW」）。

## 記念企画
2020年7月29日には当CDシングルの発売から25周年を記念して、ソニー・ミュージックダイレクト（現：ソニー・ミュージックレーベルズ）より7インチ（17cm）のアナログシングル盤として発売された。

## 収録曲
1. ズルい女
作詞・作曲：つんく／編曲：たいせー＆シャ乱Q／ホーン・アレンジ：森宣之
2. 雨の中
作詞：つんく／作曲：はたけ／編曲：シャ乱Q
3. 黒田節（福岡県民謡）
4. ズルい女（Instrumental）

## 収録アルバム
- 勝負師 (#4)
- シングルベスト10★おまけつき★ (#1)
- BEST OF HISTORY (#1)
- シャ乱Qハタチのベスト・アルバムDVDつき (#1)
- GOLDEN☆BEST シャ乱Q (#1,2,3)

## ゲストコーラス
- 田仲玲子

## タイアップ
- フジテレビ系『今田耕司のシブヤ系うらりんご』1995年5月度エンディングテーマ

## カバー
ズルい女
- ココナッツ娘。 - シングル『DANCE & CHANCE』（1999年8月25日）のカップリング。英語でカバー。
- チビつんく - シングル『ズルい女／シングルベッド』（2001年6月19日）のタイトル曲。
- 太陽とシスコムーン - ベストアルバム『太陽とシスコムーン／T&Cボンバー メガベスト』（2008年12月10日）に収録。
- misono - カバーアルバム『カバALBUM2』（2010年1月27日）に収録。
- カメレオ - コンピレーションアルバム『CRUSH!3 -90's V-Rock best hit cover LOVE songs-』（2012年6月27日）に収録。
- 華原朋美 - カバーアルバム『MEMORIES 3 -Kahara Back to 1995-』（2015年12月2日）に収録[6]。「ズルい女 feat. はたけ (シャ乱Q)」のタイトルでカバー。
- 鬼龍院翔 - カバーアルバム『オニカバー90's』（2017年5月24日）に収録。
- OnlyOneOf - 日本シングル『ズルい女』（2022年10月19日）のタイトル曲。

雨の中
- 狩人 - ベストアルバム『ベスト・セレクション 〜今の君なら誰だって愛したい〜』（1995年11月25日）に収録。